# Sopa de maní (Bolivia)

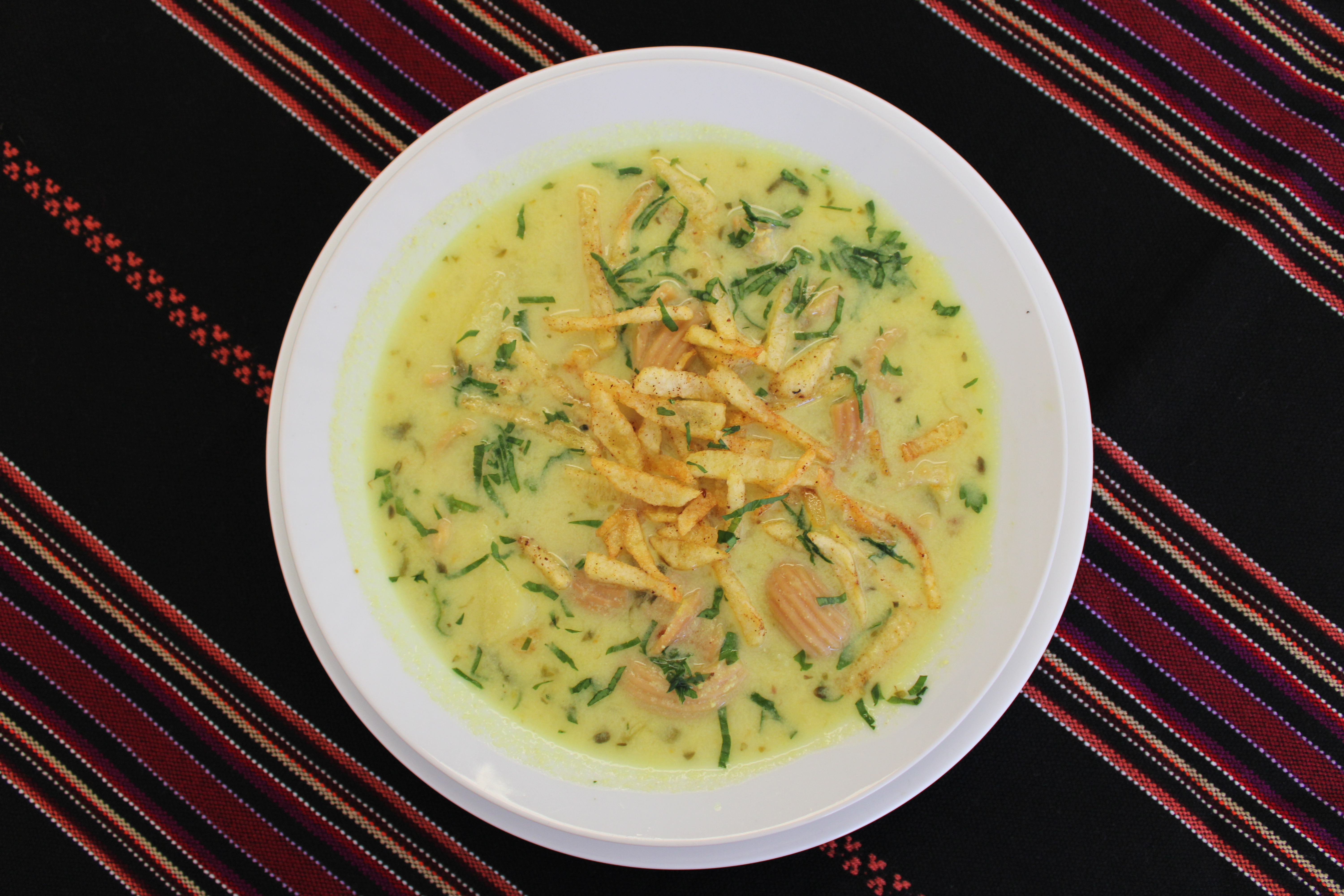
Sopa de maní

La sopa de maní es un plato muy tradicional de la gastronomía de Bolivia.

## Características
Esta variante de sopa de cacahuete es una preparación local boliviana que es usada frecuentemente para saciar el hambre. Existen muchas variaciones de la sopa de maní. Algunas utilizan arroz, pollo e incluso le agregan papas fritas como complemento, pero es caracterizada por el uso de fideos macarrones los cuales se usan únicamente para este delicioso plato conjuntamente repollo. Esta preparación contiene muchos ingredientes y es considerada como altamente nutritiva.

## Historia
Según las investigaciones el maní se produce en Bolivia, se cultivaba también en varias regiones pertenecientes a América del Sur. En un principio se cultivaba en regiones cercanas al país; sin embargo, más adelante en el siglo XVI los portugueses exportaron el producto hacia África.
A pesar de que la sopa de maní se prepara generalmente en las cocinas bolivianas, se ha vuelto muy popular en otros países como Argentina, España, Perú, Ecuador, México y África Occidental.
La sopa de maní de Bolivia es una de las preparaciones más especiales, lo realizan con macarrones grandes acompañado de la llajwa picante molido en batan de piedra.